# Ахмадалиев, Файзуллахан
Файзуллахан Ахмадалиев (узб. Fayzullaxan Ahmadaliev; род. в 1950, село Сайрам, Чимкентская область, Казахская ССР, СССР) — советский и узбекский художник. Народный художник Узбекистана (2022), академик Академии художеств Узбекистана (2017).

## Биография
Родился в 1950 году в селе Сайрам Чимкентской области. В 1984 году окончил Ташкентский театрально-художественный институт имени А. Н. Островского, учился на отделении станковой живописи в мастерской Р. Ахмедова. С 1985 по 1988 годы продолжил обучение в аспирантуре в Ташкентской творческой мастерской Академии художеств СССР, научный руководитель — академик Р. Ахмедов. Проходил срочную службу в армии, служил в Западной группе войск, в Дрездене.
21 сентября 2017 года был избран действительным членом Академии художеств Узбекистана. 30 августа 2022 года Ахмадалиеву было присвоено почётное звание народного художника Узбекистана. Профессор кафедры «Станковая живопись» факультета изобразительного искусства Национального института искусств и дизайна имени Камолиддина Бехзода.

## Творчество
Автор серии картин, вдохновлённой идеями суфизма: «Дервиш»«», «Жизнь дервиша», «Мир дервишей» — художник ассоциирует образ дервиша со скромностью и смирением, верностью своему выбору, идеалам и убеждениям; «Машраб», «Странник», «Мать волчицы». В своей работе использует нестандартные материалы: глину, старые чёрно-белые фотографии, яркие лоскуты материи.
Работы художника экспонировались на национальных и международных выставках: выставке узбекского искусства (1990, Германия); выставке молодых художников Узбекистана (1992, Марокко); выставке художников Узбекистана (1992, США); выставке, посвящённой эпохе Темуридов (1996, Париж); выставке узбекских художников в административном центре радиостанции «Deutsche Welle» (1999, Кёльн); выставке художников Узбекистана (1999, Москва); выставке художников Узбекистана (2000, Нидерланды); выставке «Долина мечты. Восемь художников Узбекистана» галерея «NN» (2000, Куала-Лумпур); выставке «Мастер-класс. Искусство Центральной Азии» (2000, Алма-Ата); Ташкентской биеннале современного искусства (2001 (I), 2005 (III), 2007 (IV), 2011 (VI), Ташкент); выставке в ЦДХ «Сад восточной поэзии» (2001, Москва); выставке узбекских художников (2005, 2014, Париж); выставке «Констелляция. Проект "Х-позиция"» (2005, Ташкент); выставке художников Узбекистана в Музее искусства Востока «Каландар» (2012, Москва); международном Арт-симпозиуме в Мосан Арт музее (2013, 2014, Корея); персональной выставке в галерее «Хос-Санат» (2013, Астана); международной выставке «Новый шёлковый путь» в галерее «Ion» (2015, Сингапур).
Картины Ахмадалиева находятся в собраниях музеев и картинных галерей Узбекистана и за рубежом.

## Награды
- Орден «Дустлик» (2010)[1]
- Народный художник Узбекистана (2022)
- Первое место на IV Ташкентской международной биеннале современного искусства за картины «Диалог с хлебом», «Дервиши», «Дела мирские» (2007)[6]
- Гран-при VI Ташкентской международной биеннале современного искусства за серию картин «Жемчужины древней Бухары» (2011)[2]